# Blanka Albrechtová
Blanka Albrechtová (7. ledna 1951, Hradec Králové) je česká básnířka, novinářka a učitelka.

## Život
Narodila se roku 1951. Absolvovala Pedagogickou fakultu Univerzity v Hradci Králové, a to obory český jazyk a výtvarná výchovu. Obhájila zde diplomovou práci Sepětí textu a ilustrace v Zapadlých vlastencích Karla Václava Raise. Posléze v letech 1973 až 1974 vyučovala na základní škole v Pardubicích, v letech 1980–1982 a od roku 1990 na základní škole v Praze. Mezi lety 1974 a 1976 působila v redakci časopisu Jiskra Rychnovska v Rychnově nad Kněžnou. V mezidobích byla na mateřské dovolené. Ačkoli několik desetiletí sbírku nevydala, v roce 2018 se  k publikování opětvrátila se sbírkou Blíženci.

## Dílo
Poezii Blanky Albrechtové tvoří jak folklorně stylizovaná milostná lyrika, tak básně reflexivní, které poměřují kosmický prostor lidskou dimenzí. Svým knižním debutem Pukání pecek Albrechtová obohatila soudobou ženskou poezii o prvek hravosti a folklorní zpěvnosti. Její další práce se však zintimňují a monotematizují. Začíná v nich převažovat osobní prožitek milostného citu a každodennosti manželství, jemuž ale nechybí momenty sebeironie. Tyto díla jsou charakteristické také poetizací všední skutečnosti či lyrizací vzpomínek na vlastní dětství. Dále se v ní objevuje využití dětských jazykových hříček a postupně sílící výraz určité životní deziluze. Poezie Blanky Albrechtové vycházela především časopisecky v periodikách Kmen, Literární měsíčník, Mladá fronta, Mladý svět, Práce, Nové Hradecko a Pochodeň.

#### Poezie
- Pukání pecek (1976)
- Pokus o hnízdo (1981)
- Šance pro Amora (1988)
- Blíženci (2018)

#### Příspěvky ve sbornících a almanaších
- Začátek (1973)
- Almanach mladých autorů (1974)
- Pozvání do krajiny (1975)